# فرودگاه صفدر جنگ
فرودگاه صفدر جنگ (به انگلیسی: Safdarjung Airport) یک فرودگاه همگانی است که یک باند فرود آسفالت دارد و طول باند آن ۱۳۷۸ متر است. این فرودگاه در شهر دهلی نو کشور هند قرار دارد و در ارتفاع ۲۱۵ متری از سطح دریا واقع شده‌است.